# تیتواوری
تیتواوری (انگلیسی: TietoEVRY) شرکت فناوری اطلاعات فنلاندی است، که در سال ۱۹۶۸ تأسیس شد.